# Wikipedia – The Missing Manual
Wikipedia: The Missing Manual là cuốn sách xuất bản năm 2008 của John Broughton. Đây là cuốn sách dạng how-to giải thích quá trình đóng góp vào bách khoa toàn thư trực tuyến Wikipedia.
"Đối với bất cứ ai quan tâm đến việc trở thành một phần của thí nghiệm cao quý, cuốn sách này là một giới thiệu tuyệt vời," nhà phê bình Robert Slade đã viết. Wikipedia: The Missing Manual là một phần của loạt sách Missing Manual của O'Reilly Media, được sáng tác bởi David Pogue, nhà viết báo về công nghệ cho The New York Times và Scientific American chỉnh sửa.
Vào ngày 26 tháng 1 năm 2009, O'Reilly thông báo rằng nội dung của cuốn sách đã được phát hành theo free license tương thích với Wikipedia và cuốn sách này sẽ có sẵn để sửa đổi trong khu vực Trợ giúp của Wikipedia.
Cuốn sách này có một spin-off, Wikipedia Reader's Guide: The Missing Manual, bao gồm Phụ lục B (mở rộng một chút) và Chương 1 từ cuốn sách.